# 帕维尔·格费特
帕维尔·格费特（捷克語：Pavel Geffert，1968年5月7日—），生于布拉格，捷克男子冰球运动员，司职前锋。他曾代表捷克国家队参加1994年冬季奥林匹克运动会冰球比赛，获得第五名。